# Evelli

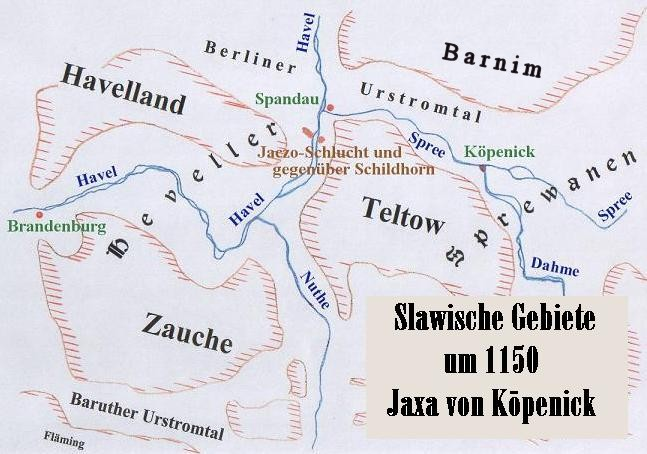
Territori slavi verso il 1150

Gli Evelli (Heveller in lingua tedesca) furono una popolazione di origine slava che visse nel medio bacino del fiume Havel e che apparteneva al gruppo dei Venedi (slavi dell'Elba e del Mar Baltico). La loro denominazione propria era Stodorjane. Il nome alto-tedesco moderno Heveller (da cui l'italiano Evelli) proviene da una forma di slavo antico che da circa l'845 fino al XII secolo fu utilizzato con numerose varianti (il Geografo Bavarese cita  Hehfeldi).
Il nome originale Habelli, derivante dal termine germanico Havel (Habula), come anche noto nel territorio della parlata degli immigrati slavi tedesco-orientali del VII / VIII secolo,   poteva significare, che una parte rimanente della popolazione tedesca partecipò alla nascita della etnia slava. È però anche possibile e probabile, che i nomi degli abitanti originali in uso siano stati da lungo tempo mutuati dai nuovi arrivati.
Il territorio di insediamento degli Evelli si stendeva lungo le rive del fiume Havel, dalle anse nei pressi di Spandau fino dietro Rathenow. Brandeburgo sulla Havel fu capoluogo e sede dei loro signori fin dal IX secolo.  Evidentemente regnò una dinastia: una principessa di nome Drahomíra sposò verso il 906 il principe boemo Vratislao I e fu la madre di san Venceslao (907 circa – 935); un principe cristiano Tugumir verso il 940 procurò ai tedeschi la signoria sul Brandeburgo. 
Il re Enrico I di Sassonia li aveva già conquistati negli anni 928 / 29 ed al quale tutte le etnie residenti fino al fiume Oder si erano sottomesse. Nel 948 fu fondato il vescovado di Brandeburgo. Questa estensione e il legame dinastico di Drahomíra fecero chiudere ogni velleità di forza politica agli Evelli.
La loro economia, basata su una  debole agricoltura e molto sulla caccia si sviluppò meno che in altri territori degli slavi occidentali (Venedi). Nell'XI secolo si fece notare una grande quantità di piccoli tesori in argento, i cui proprietari furono collegati ad una classe sociale di cavalieri, che probabilmente era libera di possedere terreni ed esercitare il commercio e che viveva in località non fortificate e che si offrirono come castellani nelle roccaforti dei confini orientali ed occidentali del territorio degli Evelli (Rathenow, Potsdam, Cittadella di Spandau).
Presumibilmente l'ultimo signore degli Evelli in Brandeburgo fu Pribislao del Brandeburgo (1075 – 1150), cristiano battezzato fin da piccolo, che morì senza eredi lasciando lo Zauche,  terra subito a sud della rocca del Brandeburgo, ad Alberto I di Brandeburgo del cui figlio Ottone I di Brandeburgo, era stato padrino di battesimo. Egli fu ucciso dai pagani, come il suo predecessore cristiano, il conte Meinfried. A lui l'imperatore Lotario II aveva conferito nel 1134  il titolo di re, concedendogli anche il diritto a battere moneta. Tuttavia la sua esatta posizione nell'Impero non è chiara. Lo stato degli Evelli, che terminò la sua esistenza nel 1150 è la radice slava della Marca di Brandeburgo.